# Монастириха
Монастири́ха — село в Україні, у Гримайлівській селищній громаді Чортківського району Тернопільської області. Розташоване на півночі району. До 2020 підпорядковане Малолуцькій сільській раді. 
Село розташовано в самому серці заповідника Медобори (заповідник). Дивує всіх туристів автентичністю і  збереженням старовинних українських традицій та звичаїв.
Утворене в результаті об'єднання хуторів Вигода, Дубина, Коцурівка, Осовик, Каченевецьке, Стара Монастириха.
У 2003 році в селі проживало 268 осіб.
У 2018 році в селі проживає 139 осіб

## Історія
Назва села походить від легенди про старовинний монастир. Наче у часи середньовіччя на місцевій скелі стояв монастир, біля якого виникло поселення, яке через багато століть дістало назву " Монастириха ". Як саме він зник не залишивши жодної згадки, невідомо. Хоч на самій скелі є цікаві відступи, дивної форми камені і навіть знаходились закам'яніння у формі посуду. Є припущення про землетрус, який поховав деякі уламки будівлі у печеру, яких на території скелі багато. Підземне сховище і до наших часів береже таємницю монастиря і його жителів, поховавши у собі історію і культуру свого часу, чекаючи сміливця, який не злякається заглянути в його найпотаємніші куточки навіть ціною життя.  
Жителі села розповідають що всередині скелі є печера, вхід у яку недоступний. Але саме там на їх думку може бути розгадка таємниці походження села.
Існує місцева легенда, яка свідчить що в ніч на Івана Купала відкривається вхід в цю загадкову печеру, в якій можна знайти дивовижна скарби, але вийти з неї потім неможливо.
Також старожили села розповідають ще одну цікаву легенду пов'язану зі скелею. Ще у часи язичників, коли християнство тільки почало запроваджуватись князем Володимиром, юнак і дівчина тікаючи від переслідувачів ховались у одному з підземних укриттів. Втікаючи від батьків, які вже охрестились у іншу віру, пара молодих людей підбурювала народ на повстання проти нової церкви і князя. Дружинники дізнавшись про наростаючий бунт відправили загін війська для його придушення. Розділившись і прочісуюючи густі зарослі в пошуках бунтівників, командир з декількома вояками натрапили на одну з печер, які як з'ясувалось пізніше тяглись лабіринтом по всій скелі, аж до укриття молодої пари. Там вони знайшли їх і хотіли вбити, але несподівано сама печера почала руйнуватись, засипавши всіх хто в ній знаходився. Але справжнє кохання непідвладна розлучити навіть сама смерть. Помираючи вони поклялись пам'ятати і любити одне одне одного що б не сталось з ними там, по інший бік життя. З останнім їх подихом бунт стих і всі селяни розбіглись по домівкам. І що сталось потім невідомо нікому. Та жителі села зізнавались, що вони, їх родичі чи друзі у місячні ночі бачили пару, яка за руку гуляла по скелі. Мабуть їх останні слова почуло Божество і нагородило, а можливо і покарало таким чином. Тепер вони точно разом і ніхто не здатен їх більше розлучити. Хранителі цього місця, скелі, села і його жителів від непереможної сили війська Київської Русі, захисники своєї віри і кохання тепер разом навіки. 
І хто знає можливо і монастир забрали вони у свій останній притулок, знову і можливо не востаннє проявивши свою непокору.  
Поблизу села виявлено археологічні пам'ятки культури Ноа.
Діяли «Просвіта» та інші товариства.
12 червня 2020 року, відповідно до розпорядження Кабінету Міністрів України № 724-р «Про визначення адміністративних центрів та затвердження територій територіальних громад Тернопільської області» увійшло до складу Гримайлівської селищної громади.
19 липня 2020 року, в результаті адміністративно-територіальної реформи та ліквідації Гусятинського району, село увійшло до складу новоутвореного Чортківського району.

## Символіка
Затверджена 22 червня 2023р. рiшенням №3787 XVII сесії селищної ради VIII скликання. Автори - В.М.Напиткін, С.В.Ткачов.

### Герб
У срібному щиті підвищене червоне полум'я, супроводжуване по сторонам і внизу шістьма зеленими дубовими листками, на кожному з яких понижено лежить золотий жолудь. Щит вписаний в золотий декоративний картуш, внизу якого написи "МОНАСТИРИХА" і "1912", і увінчаний золотою сільською короною.
Герб означає монастир, знищений ординцями в XIV ст., і виникнення поселення з шести хуторів - Вигода, Горіхівська Буда, Дубина, Коцурівка, Осовик і Стара Монастириха.

### Прапор
В центрі квадратного білого полотнища червоний вогонь, супроводжуваний по сторонам шістьма зеленими дубовими листками, на кожному з яких понижено лежить жовтий жолудь, центральні листки ближче до полум'я.

## Політика

### Парламентські вибори, 2019
На позачергових парламентських виборах 2019 року у селі функціонувала окрема виборча дільниця № 610238, розташована у приміщенні клубу.
Результати
- зареєстровано 149 виборців, явка 81,21%, найбільше голосів віддано за «Слугу народу» — 25,62%, за Радикальну партію Олега Ляшка — 18,18%, за Всеукраїнське об'єднання «Батьківщина» — 11,57%.[3] В одномандатному окрузі найбільше голосів отримав Микола Люшняк (самовисування) — 27,97%, за Романа Василіцького (Об'єднання «Самопоміч») — 23,73%, за Ігоря Сопеля (Слуга народу) — 22,03%[4].

## Релігія
Є дерев'яна церква Вознесіння Господа Нашого Ісуса Христа (1939, мурована, ПЦУ та УГКЦ).

## Пам'ятки
Насипана символічна могила УСС (1991).

## Соціальна сфера
Працюють ЗОШ I  ступеня, клуб.

## Галерея

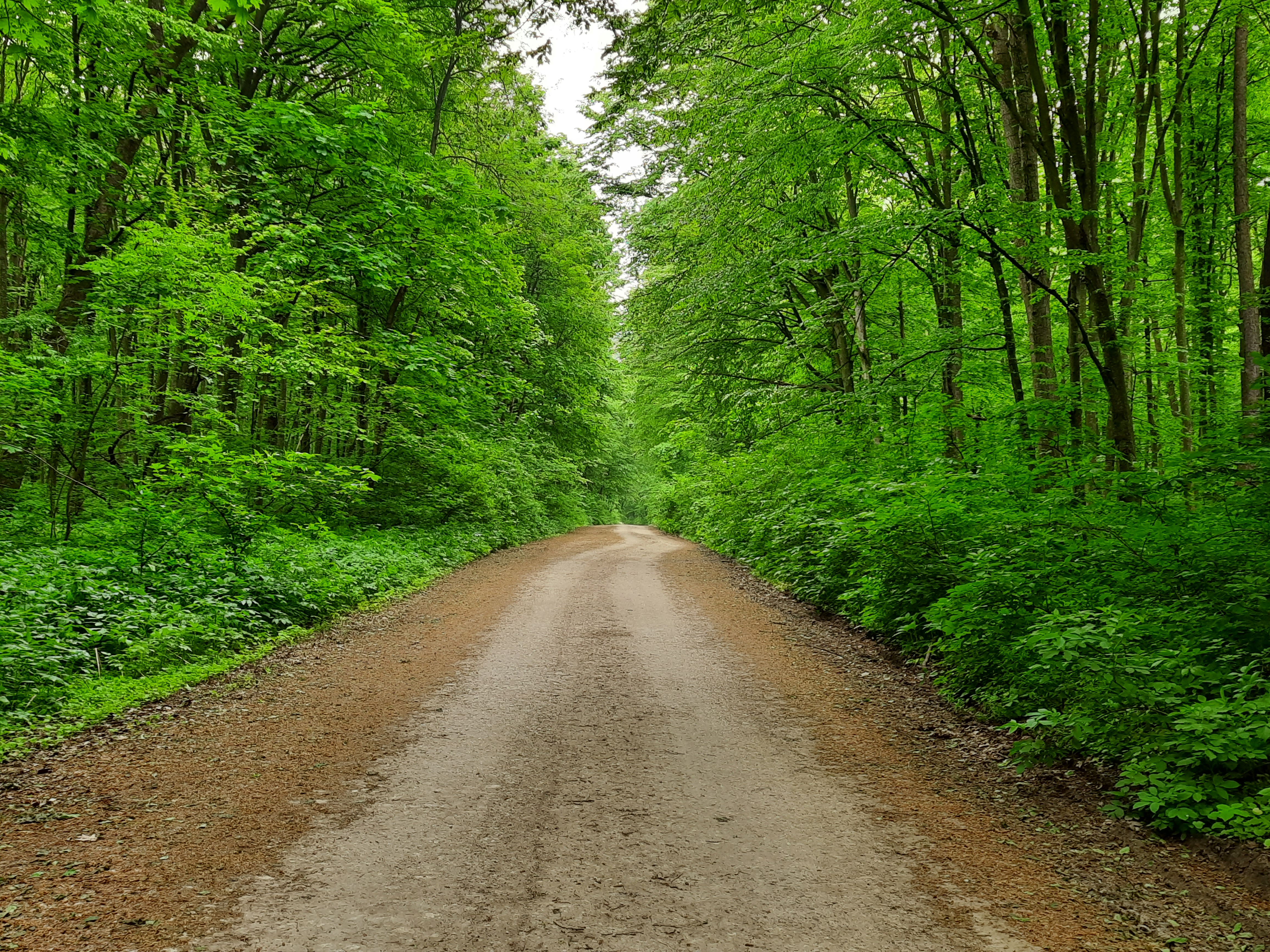
Лісова дорога на Монастириху
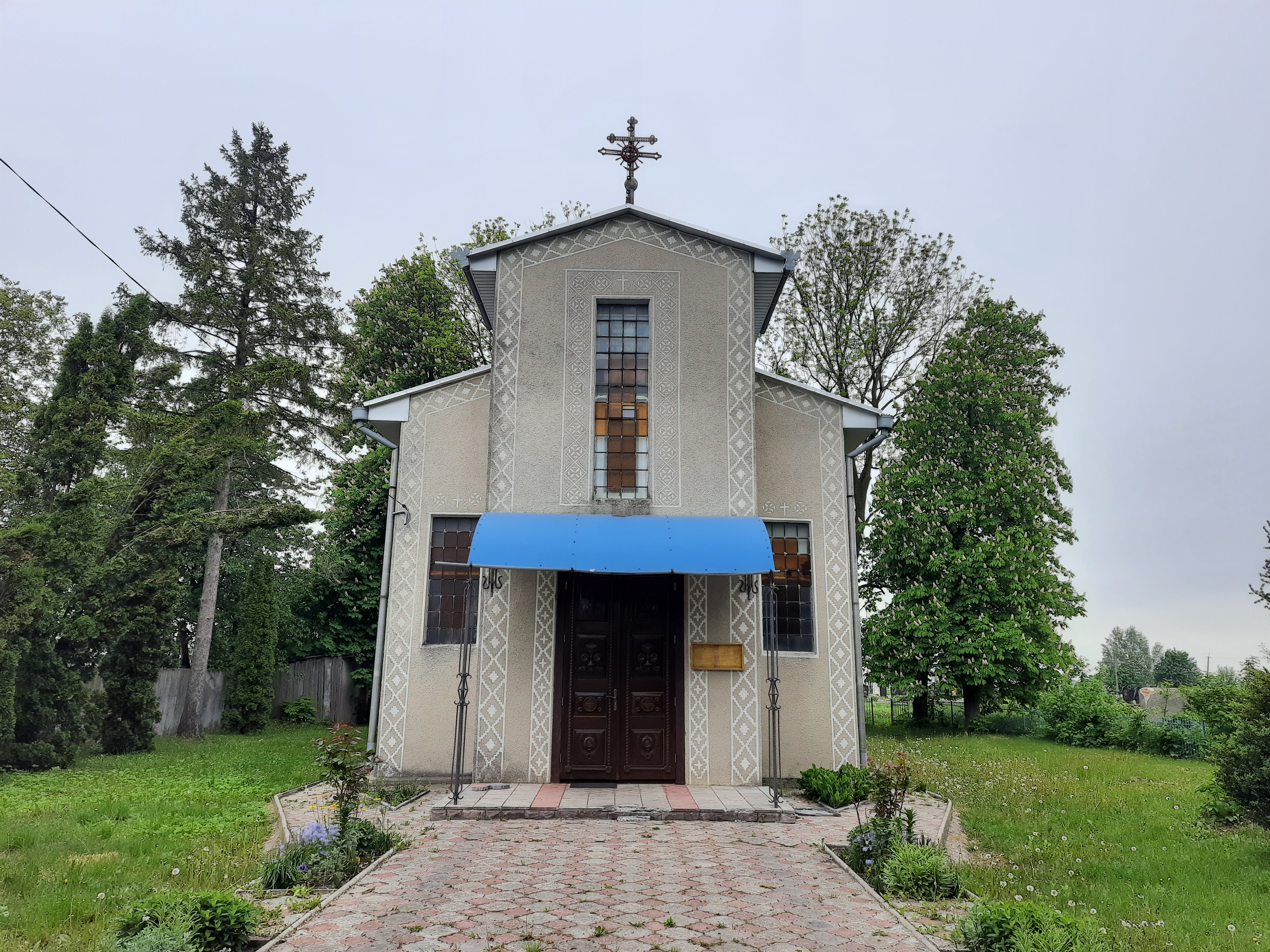
Церква Вознесіння Господа Нашого Ісуса Христа 1939р
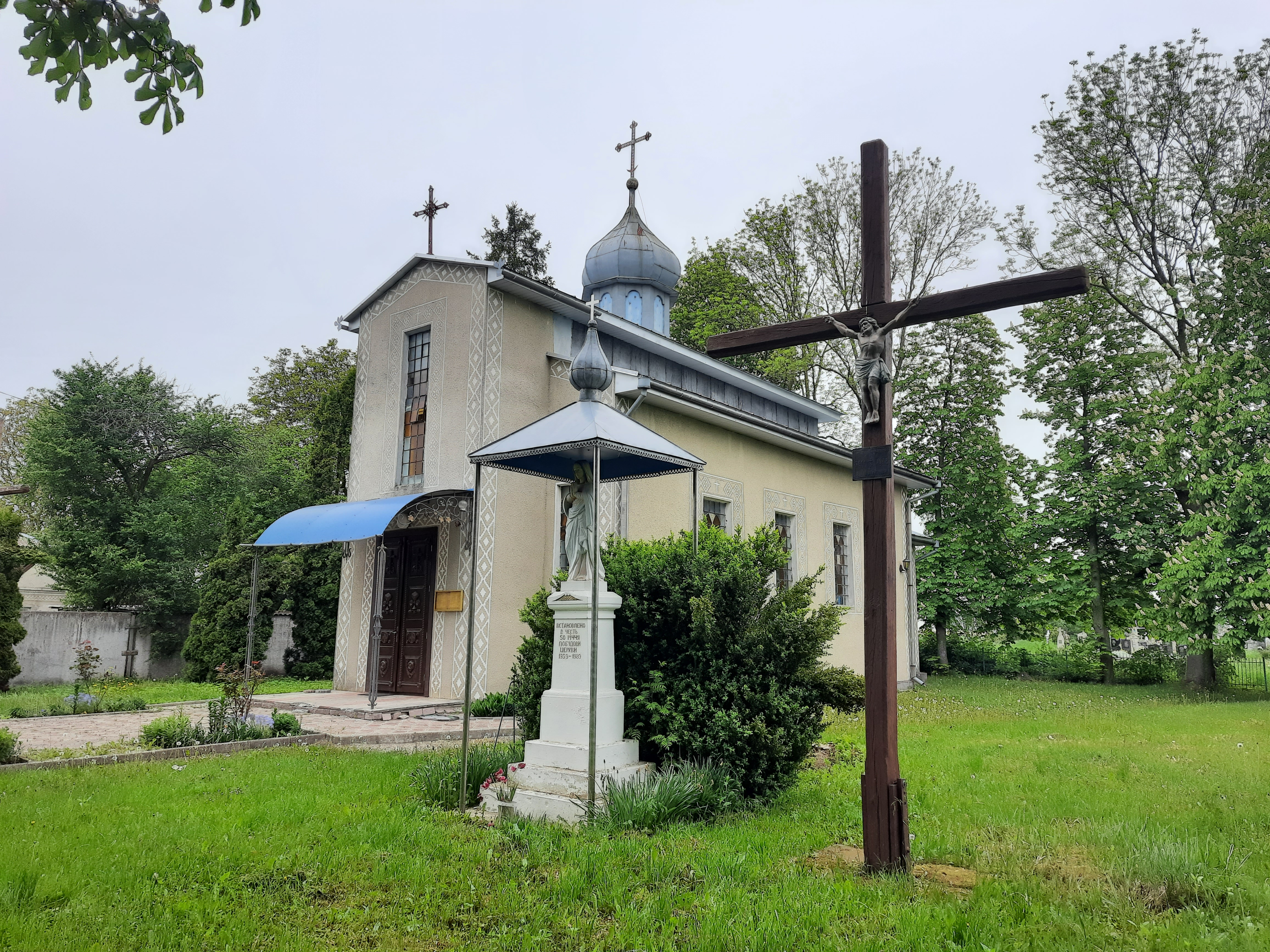
Церква Вознесіння Господа Нашого Ісуса Христа
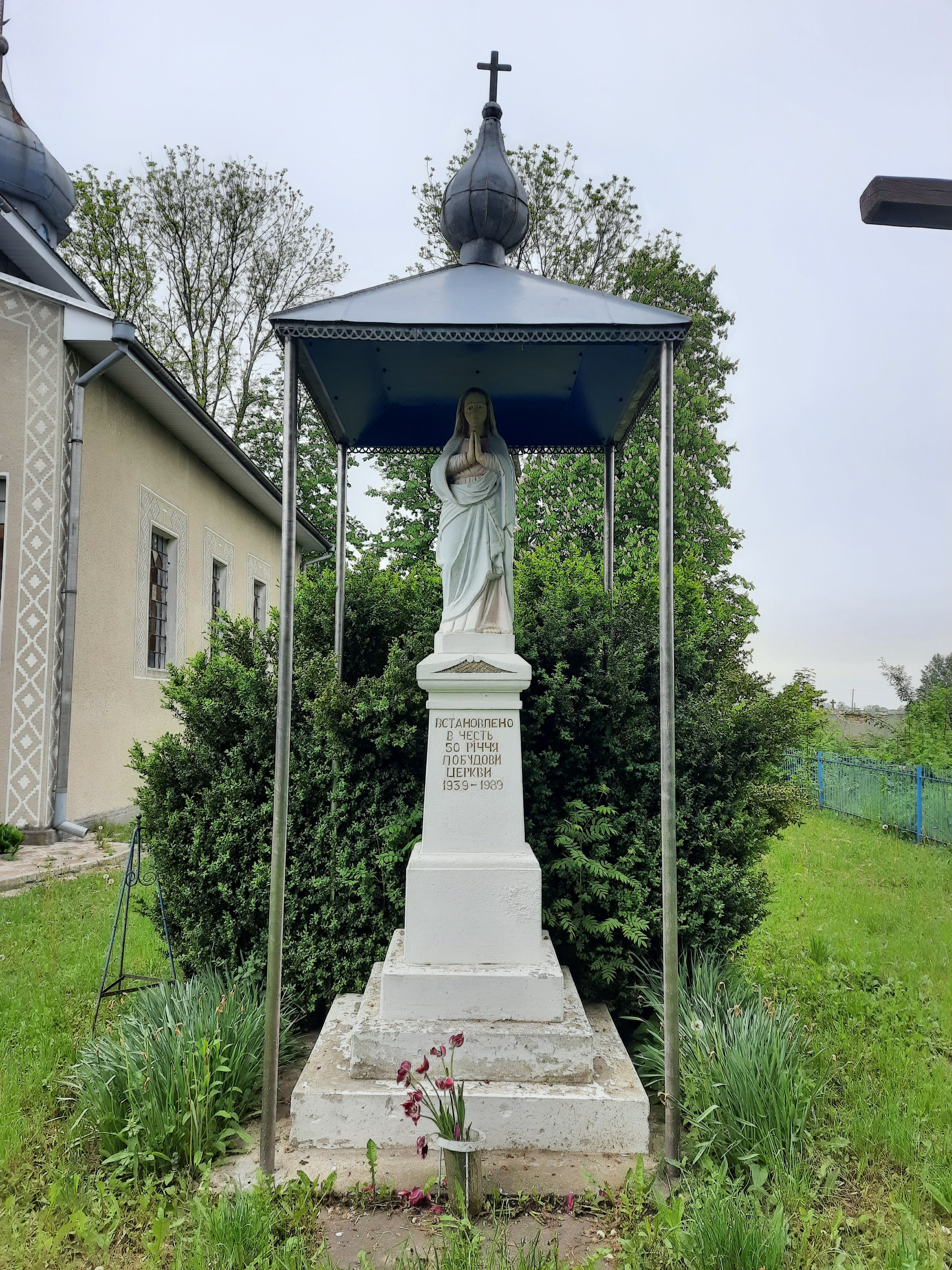
Статуя Божої Матері
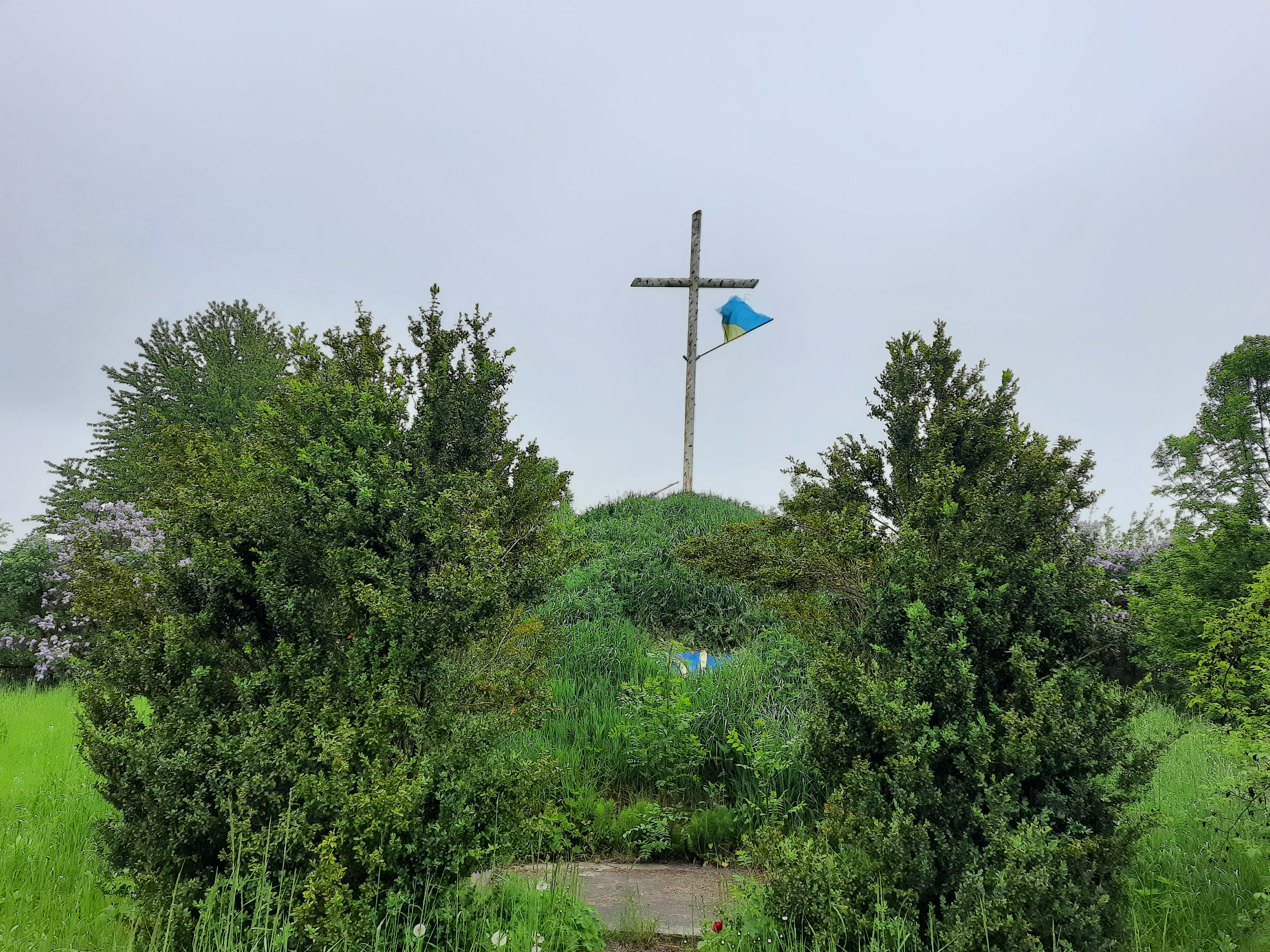
Символічна могила УСС (1991)
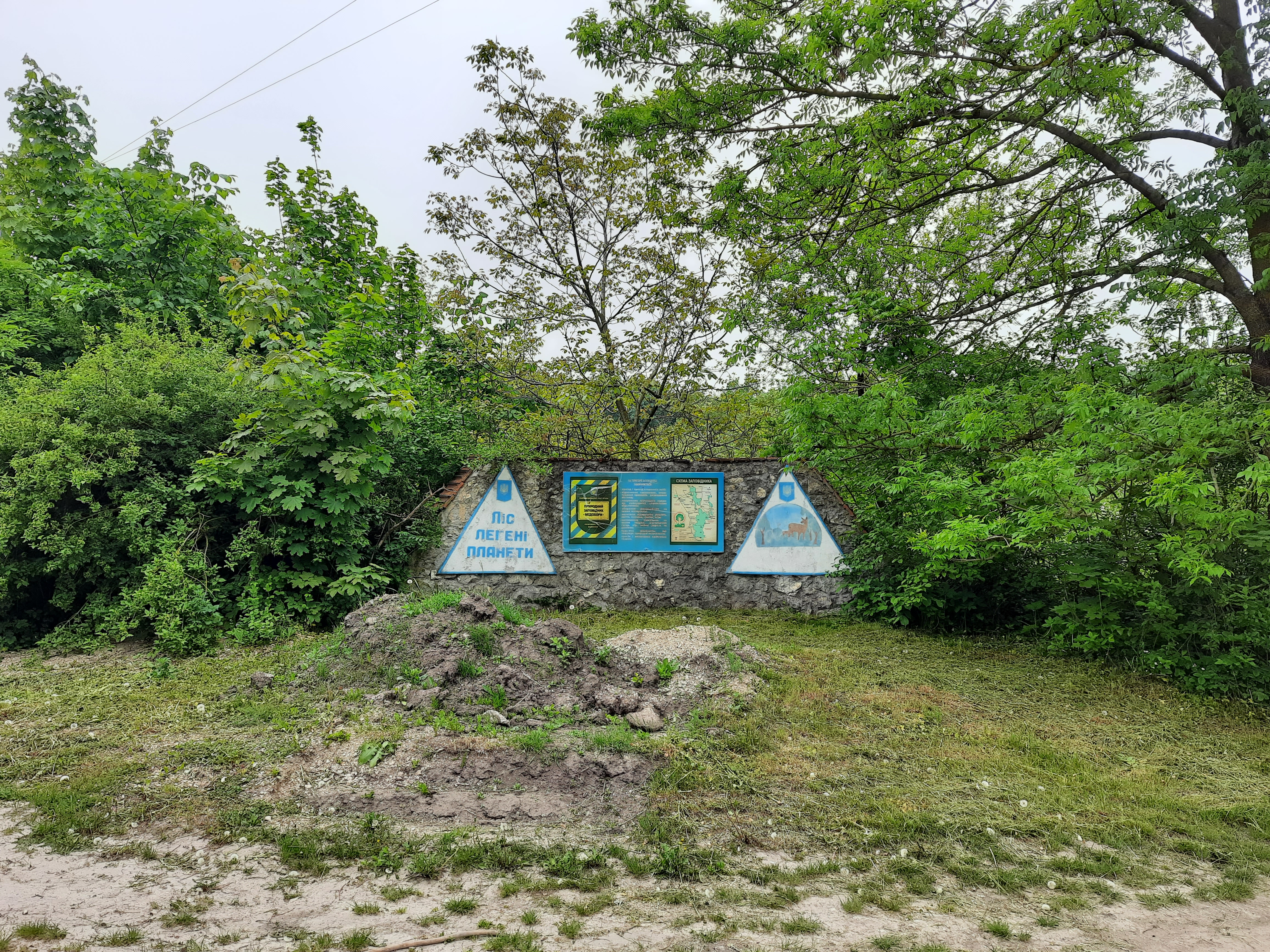
Село розташовано в заповіднику Медобори (заповідник).